# Colpochila pubescens
Colpochila pubescens är en skalbaggsart som beskrevs av Britton 1986. Colpochila pubescens ingår i släktet Colpochila och familjen Melolonthidae. Inga underarter finns listade i Catalogue of Life.